# Juan Gualberto González
Juan Gualberto González, né le 12 juillet 1851 à Asuncion et mort le 30 juillet 1912, est un homme d'État paraguayen, président de la République du 25 novembre 1890 au 9 juin 1894.

## Biographie

### Jeunesse
Il est le fils naturel de Genoveva González. 
Lors de la guerre de la Triple-Alliance, il rejoint les services du ministère de la santé aux armées. Fait prisonnier avec Juan Bautista Gill, il est libéré peu après et rejoint Asuncion en 1869. Deux ans plus tard, il adhère à la franc-maçonnerie et est initié dans la loge de l'Union paraguayenne n°30.

### Président
Élu président du Paraguay en 1890, il est secondé par Marcos Morínigo comme vice-président et forme un cabinet composé de José Tomás Sosa à l'Intérieur, Venancio López, petit-fils de Carlos Antonio López, aux Affaires étrangères, José Segundo Decoud aux Finances, Benjamín Aceval à la Justice et le général Egusquiza à la Guerre et à la Marine.
Le 18 octobre 1891, il échappe à un premier coup d'État contre son gouvernement.
Vers la fin de son mandat, González pense pouvoir introniser son beau-frère José Segundo Decoud comme candidat à sa succession. Mais il reçoit une délégation le 9 juin 1894 qui manifeste son désaccord politique et lui demande de se retirer. Devant son refus, il est conduit auprès des généraux Egusquiza et Caballero. Ces derniers font pression sur lui et obtiennent finalement du Congrès son remplacement par le vice-président Marcos Morínigo.

## Source
- (en) Cet article est partiellement ou en totalité issu de l’article de Wikipédia en anglais intitulé « Juan Gualberto González » (voir la liste des auteurs).